# Agence nationale de renseignement (Burkina Faso)
Pour les articles homonymes, voir ANR.
Ne doit pas être confondu avec Agence nationale de renseignements (République démocratique du Congo) ou Agence nationale des renseignements (Togo).
L'Agence nationale de renseignement, de sigle ANR, est le service de renseignement du Burkina Faso. Créée en 2015 par le président Michel Kafando après un putsch manqué, elle est renforcée par le président Roch Marc Christian Kaboré pour lutter contre l'insurrection djihadiste.
Sous la présidence du putschiste Ibrahim Traoré, l'ANR est accusée de plusieurs enlèvements de personnalités déplaisant au pouvoir.  

## Histoire
Les services de renseignement burkinabé ont pendant longtemps fonctionné sans cadre, via des réseaux informels chapeautés par le général Gilbert Diendéré, bras droit de Blaise Compaoré. Différents services existaient, dispersés entre l'armée, la gendarmerie et la police.
C'est à la fin de la période de transition, par un décret du 17 octobre 2015, que l'Agence nationale de renseignement (ANR) est fondée par le président Michel Kafando. Celui-ci suit alors les conseils de la Commission de réconciliation nationale et des réformes (CRNR), après la survenue d'un putsch manqué contre le gouvernement et des attaques meurtrières dans le Nord du pays. Le but de la nouvelle agence est alors de coordonner les différents services de renseignement du Burkina Faso.
C'est sous la présidence de Roch Marc Christian Kaboré que l'ANR devient opérationnelle et se renforce, notamment après l'attentat de 2016 à Ouagadougou perpétré par des insurgés djihadistes, contre lesquels le gouvernement souhaite utiliser l'ANR,. Le président Kaboré nomme alors l'un de ses proches, François Ouédraogo, à la tête de l'agence. Son QG est quant à lui installé au palais de Kosyam. Fin 2017, la création d'un Conseil national du renseignement est actée, afin de superviser les activités de l'ANR.
Après la prise de pouvoir du putschiste Ibrahim Traoré, le capitaine Oumarou Yabré est nommé à la tête de l'agence en octobre 2022. L'année suivante, après des tentatives de déstabilisation du gouvernement, le président nomme le commissaire Seydou Ouattara, anciennement à la tête de la  Brigade spéciale d’intervention antiterroriste (BSIAT), en tant que no 2 de l'Agence.
Sous la présidence d'Ibrahim Traoré, le nombre d'enlèvements de citoyens dérangeants le pouvoir se multiplie. L'Agence nationale de renseignement (ANR) est alors régulièrement accusée d'être derrière ces rapts, notamment ceux de l'homme d'affaires Anselme Sansan Kambou ou encore du journaliste Serge Oulon.